# مورومبه (بخش)
مورومبه (به لاتین: Morombe) یک منطقهٔ مسکونی در ماداگاسکار است که در آتسیمو-آندرفانا واقع شده‌ است.